# Out of the Black (singolo Royal Blood)
Out of the Black è un singolo del gruppo musicale britannico Royal Blood, pubblicato il 23 settembre 2013 come primo estratto dall'EP omonimo.

## Video musicale
Il videoclip, diretto da Stephen Agnew, è stato pubblicato il 22 ottobre 2013 attraverso il canale YouTube del gruppo e mostra quest'ultimo eseguire il brano in una stanza.
Nel febbraio 2015 è stato reso pubblico un secondo videoclip, diretto da David Wilson e girato in animazione.

## Tracce
Testi e musiche di Mike Kerr e Ben Thatcher.
Download digitale
1. Out of the Black – 4:00

7" (Regno Unito)
- Lato A

1. Out of the Black – 4:03

- Lato B

1. Come on Over – 2:53

## Formazione
Gruppo
- Mike Kerr – voce, basso
- Ben Thatcher – batteria

Produzione
- Royal Blood – produzione
- Tom Dalgety – produzione, registrazione, missaggio
- John Davis – mastering

## Classifiche
| Classifica (2014)                | Posizione massima |
| -------------------------------- | ----------------- |
| Regno Unito                      | 78                |
| Regno Unito (rock & metal)       | 1                 |
| Stati Uniti (alternative)        | 31                |
| Stati Uniti (mainstream rock)    | 2                 |
| Stati Uniti (rock & alternative) | 47                |